# Пера Милосављевић
Пера Милосављевић (Ниш, 25. август 1903 — Београд, 8. јануар 1973) био је српски филмски и позоришни глумац.
| Год.  | Назив                                  | Улога \|- style="background: Lavender; text-align:center; " | 1940.-те | 1940.-те | 1940.-те | 1940.-те |
| 1942. | Невиност без заштите                   | Слуга                                                       |          |          |          |          |
| 1948. | Живот је наш                           | Душан                                                       |          |          |          |          |
| 1948. | Невиност без заштите Документарни филм | Лично                                                       |          |          |          |          |